# Qoʻngʻirot
Qoʻngʻirot (uzb. cyr.: Қўнғирот; karak. Қоңырат, Qońırat; ros. Кунград, Kungrad) – miasto w zachodnim Uzbekistanie, w Republice Karakałpackiej, w delcie Amu-darii, siedziba administracyjna tumanu Qoʻngʻirot. W 2018 roku liczyło ok. 80 tys. mieszkańców. W mieście znajdują się stacje kompresorowe gazociągów „Buchara–Ural” i „Azja Środkowa–Centrum”.

## Historia
Miejscowość została założona jako osada dla budowniczych linii Çärjew–Qoʻngʻirot (obecnie Oltinkoʻl) i nosiła pierwotnie nazwę Żeleznodorożnyj. W 1960 roku w nowo powstałej osadzie otwarto stację kolejową, którą nazwano Qoʻngʻirot (Kungrad) od sąsiedniego miasta o tejże nazwie. Otwarcie stacji przyczyniło się do szybkiego rozwoju osady i już w 1962 roku otrzymała ona status osiedla typu miejskiego. Po wydłużeniu linii kolejowej do Bejneu i Makatu miejscowość zyskała jeszcze bardziej na znaczeniu, dlatego w 1969 roku nadano jej prawa miejskie i przemianowano na Qoʻngʻirot (od nazwy znajdującej się w niej stacji kolejowej). Sąsiednia miejscowość Qoʻngʻirot utraciła w tym momencie prawa miejskie, została zdegradowana do statusu osiedla typu miejskiego i otrzymała nową nazwę – Oltinkoʻl (Ałtynkul).